# Televisão na Bulgária
A televisão na Bulgária foi introduzida em 1959. Embora o mercado da mídia búlgara seja pequeno, é altamente competitivos da Europa Central e Oriental[carece de fontes?]. Participantes globais como a News Corporation, a Modern Times Group, a Central European Media Enterprises, a HD Sofia TV e a Fox Broadcasting Company, entre outras, operam os maiores e mais populares veículos de comunicação do país.

## Terrestre
Em 1954, uma equipe do Instituto de Máquinas e Eletrotécnica de Sófia (hoje chamada Universidade Técnica de Sófia) iniciou a transmissão experimental de televisão com duas antenas (uma para som e outra para imagem) no telhado de um prédio perto do monumento Vasil Levski. a cidade, depois de ter realizado anteriormente transmissões de teste de cabo bem sucedidas. Estas transmissões experimentais despertaram o interesse do Ministério das Comunicações, que decidiu construir uma torre de radiodifusão em Sófia, com um canal controlado pelo estado para arejar a partir dele. O novo canal começou com uma transmissão não oficial em 1 de novembro de 1959 e fez sua primeira transmissão oficial vários dias depois com a cobertura ao vivo da manifestação de 7 de novembro, comemorando a Revolução Russa de 1917. O canal experimental do MEI não emitiu nada mas um gráfico de teste naquele dia, embora tenha mostrado uma saudação à nova Estação de Televisão de Sofia três vezes depois das 19h05. O canal MEI continuou a operar até o final de 1960, quando a equipe começou a trabalhar na introdução futura da televisão em cores.
O novo canal, mais tarde referido como "Televisão búlgara" (BT), usou o padrão OIRT de 625 linhas e 25 quadros por segundo. Também usava o sistema de áudio D / K, que geralmente era feito para impedir a recepção de estações da Europa Ocidental nos países do bloco oriental. A atenção do público foi rapidamente capturada pelo novo meio, e o número de televisores comprados e registrados aumentou gradualmente. Em 1960, um poderoso transmissor de 20 quilowatts foi instalado no Pico de Botev, cobrindo uma grande área do país. Mais tarde, mais transmissores e retranslators foram colocados em várias cidades, vilas e aldeias em todo o país.
A programação foi controlada e influenciada pelo governo búlgaro do Partido Comunista neste momento, como era habitual no Bloco Oriental. O primeiro programa popular foram as notícias, que foram intituladas "Em todo o mundo e em casa" ("По света и нас", com "em casa" significando neste caso "em nosso país"), um nome que é usado para este dia. A notícia "trademark" spinning globe "abertura, primeiro animado em 1961, também é usado ainda (embora altamente modificado). Outros espetáculos populares começaram nessa época em que o bloco infantil "Boa Noite, Crianças" ("Лека нощ, деца", ainda em uso), programas de televisão, vários eventos esportivos transmitidos ao vivo de todo o mundo e programas de música como a festa de ano novo regular mostra. A programação estrangeira nos primeiros anos limitava-se principalmente a produções da União Soviética, bem como a algumas retransmissões diretas da programação televisiva soviética.
Em 1972, a primeira transmissão em cores foi feita, novamente de uma manifestação. O sistema de cores SECAM foi usado porque PAL era usado na maioria dos países ocidentais (exceto na França, onde o SECAM foi inventado). Depois de vários anos, toda a programação foi transmitida em cores.
Em 1974, o segundo canal da Televisão Búlgara foi lançado, com o canal original sendo chamado simplesmente de "primeiro canal". Mais tarde, eles receberam logotipos na tela e foram nomeados "BT1" ("БТ 1") e "BT2" ("БТ 2"). No final dos anos 80, algumas programações ocidentais foram permitidas, incluindo os desenhos animados da Pink Panther e as séries de televisão La piovra (Октопод) e Escrava Isaura (Робинята Изаура). O Panorama de Ivan Garelov e os talk shows / revistas de notícias Vsyaka nedelya, de Kevork Kevorkyan, estavam entre os programas mais populares da BT. Com a queda do regime comunista em 1989, os dois canais mudaram drasticamente. Eles começaram a transmitir muitos filmes e séries de TV nos Estados Unidos, sendo um dos primeiros os Flintstones (Семейство Флинтстоун). Seus nomes também foram mudados, BT 1 tornou-se Kanal 1 (Canal 1) (Канал 1) e BT 2 tornou-se Efir 2. O nome da organização de televisão foi mudado para Bulgarian National Television. Na década de 1990, o BNT mudou o sistema de televisão em cores para PAL, enquanto mantinha a compatibilidade com aparelhos de TV mais antigos usando o padrão de áudio DK (em tais aparelhos, apenas imagens em preto-e-branco são vistas). As freqüências da Efir 2 foram vendidas em 2000 para a News Corporation para o primeiro canal nacional do país: a bTV. Em 2008, o Canal 1 foi novamente renomeado para BNT 1. O segundo programa recomeçou em 2011 sob o nome BNT 2. Ele fundiu os programas regionais do BNT.
Os canais de televisão de propriedade privada começaram a aparecer imediatamente após a mudança de regime. A maioria estava associada a uma rede de televisão a cabo (CATV) administrada pela mesma empresa controladora. Por volta de 1994-1995 também apareceram emissoras privadas pelo ar, mas elas geralmente só operavam em uma única área. A Nova Television e a 7 Dni TV (7 дни, significando 7 dias) foram dois dos primeiros canais, disponíveis apenas em Sofia. Depois que a bTV assumiu as freqüências da Efir 2, outra competição selecionou a Nova Television, já popular em redes de TV a cabo em todo o país, como o segundo canal nacional de propriedade privada na Bulgária. Actualmente, as autoridades recusam-se a licenciar outros canais analógicos terrestres (incluindo os locais) até o início da transmissão DVB-T.

### Televisão digital terrestre na Bulgária

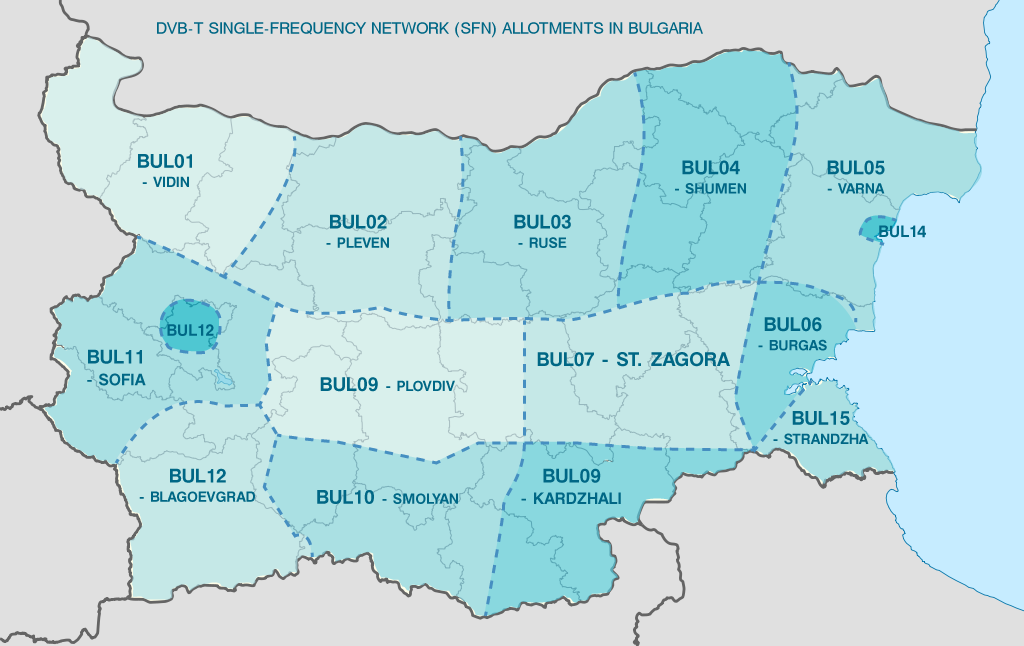
Agrupamentos de redes de frequência única DVB-T (SFN) na Bulgária

A Bulgarian Telecommunications Company forneceu um transponder DVB-T experimental em Sófia desde 2004. A primeira transmissão digital regular começou em 1 de março de 2013, com um plano para terminar a transmissão analógica em 1 de setembro de 2013. O período Simulcast (tempo entre a transmissão digital e desligamento de transmissão analógica) permitiu que as pessoas tivessem tempo para comprar novas TVs digitais integradas ou set-top boxes. Os padrões escolhidos são o formato de compressão DVB-T e MPEG4 AVC / H.264, enquanto o DVB-T2 não será usado por enquanto. Em 30 de setembro de 2013, a transmissão analógica foi oficialmente encerrada, deixando o país com 96,2% da cobertura de transmissão de DVB-T da população.

## TV a cabo
TV a cabo (CATV) na Bulgária apareceu no início de 1990, com algumas das primeiras redes a entrar em operação em 1991 e 1992. Canais via satélite de outros países foram uma das principais características da televisão a cabo na época e nos anos seguintes canais como A Cartoon Network Europe, a MTV European e a Discovery Channel tornaram-se muito populares, à medida que mais pessoas subscreviam as operadoras de TV a cabo (relativamente baratas). Muitas (se não todas) empresas de cabo criaram seus próprios canais de televisão, que estavam disponíveis apenas para seus assinantes. Devido a limitações técnicas, inicialmente era difícil que tais canais fossem distribuídos para outros lugares populosos no país, mas no final dos anos 90 vários canais começaram a aparecer em todo o país usando os cabos da Bulgarian Telecommunications Company como método de distribuição. Em 1998, o M SAT (então conhecido como Mustang Sat) tornou-se o primeiro canal búlgaro disponível via satélite. O canal terrestre local Nova Television, de Sofia, tornou-se disponível em todo o país em 1999, usando transmissão por cabo. Por volta de 2000-2001, algumas emissoras estrangeiras, como Discovery Channel e Hallmark Channel (agora DIVA Universal iniciaram traduções búlgaras de seus canais usando legendas DVB. Atualmente, a maioria das redes de cabo possui uma grande variedade de canais locais e estrangeiros, traduzidos e não traduzidos. A tradução de redes estrangeiras, desde então, expandiu-se de legendas para dublagem de voz, com canais como AXN e Jetix (ex-Fox Kids) (agora Disney Channel) tendo uma faixa de áudio búlgara.
A transmissão analógica ainda é usada pelos operadores e foi o único método usado antes de 2004-2005. Desde então, muitos deles começaram a baixar o número de canais analógicos para lançar transponders DVB-C. No entanto, como a tarifa mensal dos pacotes digitais é maior, alguns assinantes optam por continuar usando o serviço analógico, embora com menos canais do que antes. Atualmente, as maiores operadoras de cabo fornecem canais DVB-C nas principais cidades e vilas. A partir de 2009, os canais analógicos são geralmente o único serviço disponível nas aldeias.

## Satélite
Os canais de satélite da Bulgária apareceram antes da existência de um operador de DTH. O primeiro canal a começar a transmitir via satélite foi o MSAT (então conhecido como Mustang Sat, depois da empresa controladora Mustang) em 1998, operando a partir de Varna. Antes disso, o canal Mustang era distribuído por linhas de cabo, mantido pela Bulgarian Telecommunications Company. No ano seguinte, a Televisão Nacional da Bulgária lançou um canal especial, a TV Bulgária (agora conhecida como BNT World), dedicada aos búlgaros que vivem no exterior. Vários outros canais seguiram, incluindo o canal musical MM.
Então, em 2003, a Bulsatcom tornou-se o primeiro operador búlgaro de DTH, oferecendo inicialmente uma quantidade limitada de canais na Hellas Sat 2. No ano seguinte, o ITV Partner (agora Satellite BG) foi lançado como um serviço de DTH pela Interactive Technologies PLC, transmitindo no Eutelsat W2. Ambos fornecem televisão por satélite DVB-S na Bulgária e na maioria dos países europeus, com alguns dos canais de televisão a utilizarem os dois operadores de DTH como meio de distribuição principal (para que os canais sejam facilmente acessíveis aos operadores de cabo sem o uso de fios de longa distância) . O segundo semestre de 2010 viu o tão esperado lançamento do terceiro provedor búlgaro de DTH, operado pela Vivacom, da Bulgária. Há também um pequeno pacote operado pela Telenor no Thor 3, que por um longo tempo distribuiu certos canais de TV e rádio búlgaros.
Geralmente, as empresas de televisão búlgaras não exigem uma alta taxa pela disponibilidade de seus canais para os telespectadores (alguns não têm taxa), mas devido às restrições de licenciamento de programação estrangeira, a maioria dos canais de satélite é criptografada, de modo que a distribuição fora da Bulgária pode ser limitada . Os canais free-to-view carregam menos (ou nenhum) essa programação, exibindo, por exemplo, música ou programas produzidos localmente. Atualmente, a maioria dos canais que transmitem nacionalmente estão disponíveis via satélite.

## Lista de canais de televisão
| Canal de televisão | Logo   | Tipo    | Lançado                                | Anteriormente chamado                                                                 | Canais irmãos                                                 | Website                       | Proprietário                             | Sede                                       | País     | Formato de imagem | Áudio lang. | Online                                                            | Terrestre        | Satélite                                   | Tv a cabo | IPTV |
| ------------------ | ------ | ------- | -------------------------------------- | ------------------------------------------------------------------------------------- | ------------------------------------------------------------- | ----------------------------- | ---------------------------------------- | ------------------------------------------ | -------- | ----------------- | ----------- | ----------------------------------------------------------------- | ---------------- | ------------------------------------------ | --------- | ---- |
| BNT 1              |        | poli    | 26.12.1959                             | BT (1959-1975) BT1 (1975-1992) Kanal 1 (1992-2008)                                    | BNT World BNT 2 BNT HD                                        | http://www.bnt.bg/            | Bulgarian National Television            | Sofia                                      | Bulgária | 16:9 SD/HD        | BG          | http://tv.bnt.bg/bnt1 (Bulgária apenas)                           | MUX3 MUX BUL12-1 | Intelsat 12 Hellas Sat 2 Astra 3B          | Sim       | Sim  |
| BNT 2              |        | poli    | 01.01.1974 (canal original) 16.10.2011 | BТ2 (1975-1992) Efir 2 (1992-2000) BNT Sever BNT Pirin BNT Plovdiv BNT More BNT Sofia | BNT World BNT 1 BNT HD                                        | http://www.bnt.bg/bnt2        | Bulgarian National Television            | Sofia, Varna, Plovdiv, Rousse, Blagoevgrad | Bulgária | 16:9 SD           | BG          | http://tv.bnt.bg/bnt2 (Bulgária apenas)                           | MUX3             | Intelsat 12 Hellas Sat 2 Astra 3B          | Sim       | Sim  |
| BNT 4              |        | poli    | 02.05.1999                             | TV Bulgaria (1999-2008) BNT Sat (2008-2010)                                           | BNT 1 BNT 2 BNT HD                                            | http://www.bnt.bg/bnt4        | Bulgarian National Television            | Sofia                                      | Bulgária | 16:9 SD           | BG ЕN       | http://bnt.bg/bnt4 (Bulgária apenas)                              | Não              | Astra 3B                                   | Sim       | Não  |
| bTV                |        | poli    | 01.06.2000                             | /                                                                                     | bTV Comedy bTV Cinema bTV Action bTV Lady RING                | http://www.btv.bg/            | CME (Central European Media Enterprises) | Sofia                                      | Bulgária | 16:9 SD/HD        | BG          | http://live.btv.bg/ (Bulgária apenas)                             | MUX2             | Intelsat 12 Hellas Sat 2 Astra 3B          | Sim       | Sim  |
| bTV Action         |        | poli    | 22.01.2011                             | TOP TV (1998 - 2006) CTN (2006-2007) TV2 (2007-2009) PRO.BG (2009-2011)               | bTV bTV Cinema bTV Comedy bTV Lady RING                       | http://www.btv.bg/action      | CME (Central European Media Enterprises) | Sofia                                      | Bulgária | 16:9 SD/HD        | BG          | Não                                                               |                  | Intelsat 12 Hellas Sat 2 Astra 3B          | Sim       | Sim  |
| bTV Comedy         | център | comédia | 01.10.2009                             | TV Triada (1997-2005) GTV (2005-2009)                                                 | bTV bTV Cinema bTV Action bTV Lady RING                       | http://www.btv.bg/comedy      | CME (Central European Media Enterprises) | Sofia                                      | Bulgária | 16:9 SD           | BG          | Não                                                               | Não              | Intelsat 12 Hellas Sat 2 Astra 3B          | Sim       | Sim  |
| bTV Cinema         |        | filme   | 07.12.2009                             | /                                                                                     | bTV bTV Action bTV Comedy bTV Lady RING                       | http://www.btv.bg/cinema      | CME (Central European Media Enterprises) | Sofia                                      | Bulgária | 16:9 SD           | BG          | Não                                                               | Não              | Intelsat 12 Hellas Sat 2 Astra 3B          | Sim       | Sim  |
| bTV Lady           |        | poli    | 28.01.2012                             | /                                                                                     | bTV bTV Action bTV Comedy bTV Cinema RING                     | http://www.btv.bg/lady        | CME (Central European Media Enterprises) | Sofia                                      | Bulgária | 16:9 SD           | BG          | Não                                                               | Não              | Intelsat 12 Hellas Sat 2 Astra 3B          | Sim       | Sim  |
| RING               |        | esporte | 1998                                   | RTV Ring + Ring TV RING.BG                                                            | bTV bTV Action bTV Comedy bTV Cinema bTV Lady                 | http://www.ring.bg/           | CME (Central European Media Enterprises) | Sofia                                      | Bulgária | 16:9 SD/HD        | BG          | Não                                                               | Não              | Intelsat 12 Hellas Sat 2 Astra 3B Astra 1G | Sim       | Sim  |
| Nova television    | Center | poli    | 16.07.1994                             | /                                                                                     | Diema Kino Nova Diema Family Nova Sport Diema Sport           | http://www.novatv.bg/         | Modern Times Group                       | Sofia                                      | Bulgária | 16:9 SD           | BG          | https://web.archive.org/web/20160504071310/http://live.novatv.bg/ | MUX2             | Intelsat 12 Hellas Sat 2 Astra 3B          | Sim       | Sim  |
| Diema              |        | poli    | 15.05.1999                             | Diema+ (1999-2007)                                                                    | Kino Nova Diema Family Nova Sport Nova Television Diema Sport | http://www.diema.bg/          | Modern Times Group                       | Sofia                                      | Bulgária | 16:9 SD           | BG          | Não                                                               | Não              | Intelsat 12 Hellas Sat 2 Astra 3B          | Sim       | Sim  |
| Diema Family       |        | poli    | 01.08.1999                             | Alexandra TV (1999-2006)                                                              | Diema Kino Nova Nova Sport Nova Television Diema Sport        | http://diemafamily.novatv.bg/ | Modern Times Group                       | Sofia                                      | Bulgária | 16:9 SD           | BG          | Não                                                               | Não              | Intelsat 12 Hellas Sat 2 Astra 3B          | Sim       | Sim  |
| Kino Nova          |        | filme   | 11.08.2003                             | Diema 2 (2003-2011)                                                                   | Diema Diema Family Nova Sport Nova Television Diema Sport     | http://www.kinonova.bg/       | Modern Times Group                       | Sofia                                      | Bulgária | 16:9 SD           | BG          | Não                                                               | Não              | Intelsat 12 Hellas Sat 2 Astra 3B          | Sim       | Sim  |
| Nova Sport         |        | esporte | 30.04.2010                             | ММ (1997-2010)                                                                        | Diema Kino Nova Diema Family Nova Television Diema Sport      | http://sport.novatv.bg/       | Modern Times Group                       | Sofia                                      | Bulgária | 16:9 SD/HD        | BG          | Não                                                               | Não              | Intelsat 12 Hellas Sat 2 Astra 3B          | Sim       | Sim  |
| Diema Sport        |        | esporte | 21.02.2015                             | Diema Extra (2005-2007)                                                               | Diema Kino Nova Diema Family Nova Television Nova Sport       | http://www.diemasport.bg/     | Modern Times Group                       | Sofia                                      | Bulgária | 16:9 SD/HD        | BG          | Não                                                               | Não              | Intelsat 12 Hellas Sat 2 Astra 3B          | Sim       | Sim  |

|                   | — canais de televisão gratuitos          |                  | — canais de TV criptografados           |              | — canais de pacotes criptografados |         |                               |
| Formato de imagem |                                          |                  |                                         |              |                                    |         |                               |
|                   | — 4:3 SD                                 |                  | — 4:3/16:9 SD                           |              | — 16:9 SD                          |         | — 16:9 HD                     |
| Tipos de canais   |                                          |                  |                                         |              |                                    |         |                               |
| poli              | — geral, politematicamente               | informação       | — notícias, informações                 | documentário | — documentário, ciência            | criança | — crianças, desenhos animados |
| comédia           | — série, entretenimento                  | filme            | — filmes                                | esporte      | — esportes                         | música  | — música                      |
| passatempo        | — ecologia, cozinha, passatempo, reality | não convencional | — política, religião e não convencional |              |                                    |         |                               |

### Terrestre (canais gratuitos com cobertura nacional)
1 * BNT 1 primeira rede nacional de televisão, anteriormente BT1 (Bulgarian Television One) e Kanal 1 (Channel 1), primeiro programa do BNT e primeiro canal. 2 * BNT 2; segunda rede nacional de televisão, antigamente BT2 (Bulgarian Television Two) e Efir 2, segundo programa do BNT e segundo canal 3 * Nova Television primeira rede privada de TV nacional, anteriormente frequências utilizadas pela televisão soviética, TV Ostankino e ORT 4 * bTV; segunda rede de televisão privada, anteriormente utilizada pelo segundo programa do BNT, Efir 2 5 * Bulgaria ON AIR; terceira rede de televisão nacional privada 6 Nik Canal boa sorte para todos em suas ilhas em casa da escola de aplicação da lei e idade de grego e idade do grego e idade de cinco anos de OTE TV e serviço de televisão por satélite está disponível por algum tempo o tempo canais de outra pessoa, se eu pudesse fazê-lo funcionar. 7 News7 a notícia desse tempo. 8 BNT HD não é o mesmo que esportes. 9 TV1 os canais dos canais de crianças para Kika. De 10 Obyvateľstvo ter trabalhado conteúdo para sua casa 23,00 e 06,45 na Demanda 11 Big.Bg o Grande quadro do Fox Television Group de pessoas que você está indo e voltando entre as duas empresas 1. O segundo 2. Se os canais Orthopliroforiki para obter um serviço on-line gratuito do Baby City Sipmpo eu tenho trabalhado

### TV a cabo e/ou satélite
- Bloomberg TV Bulgaria
- TV+
- TVart
- VTK (ВТК) (Este canal é operado pelos militares búlgaros)
- Balkanika TV
- City TV
- E-Kids
- VTV
- Box TV
- Fan TV
- Folklor TV
- FOX
- FOX Life
- FOX Crime
- 24 kitchen
- F+
- Film+
- Sport+
- HD+
- Hobby TV
- BG TOP Music
- Kanal 3
- Vivacom Arena
- Planeta TV
- Planeta Folk
- Rodina TV
- SKAT
- Travel HD
- The Voice
- Travel TV
- Community TV
- TV Europa
- 7/8 TV

#### Canais estrangeiros traduzidos em búlgaro
Os canais marcados com um asterisco (*) têm um canal de áudio búlgaro, todos os outros têm apenas legendas em búlgaro
- Animal Planet
- AXN*
- AXN Black*
- AXN White*
- Cinemax*
- Cinemax 2*
- Discovery Channel*
- Discovery World
- Discovery Science
- Investigation Discovery
- TLC*
- Eurosport*
- Eurosport 2*
- HBO*
- HBO 2 (ex HBO Comedy)*
- HBO 3 *
- National Geographic Channel*
- National Geographic Wild*
- Travel Channel (UK)*
- TV1000
- Viasat Nature
- Viasat History
- Viasat Explorer*
- Fine Living Network
- CBS Reality
- CBS Drama
- Disney Channel*
- Cartoon Network*